# 샬마네세르 3세

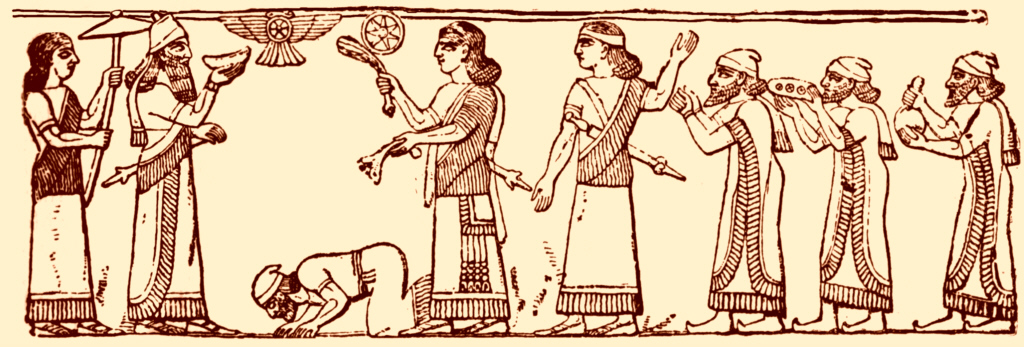
이스라엘의 왕 예후(Jehu)가 아시리아 살만에제르3세 앞에 절하다.

샬만에세르 3세(Shalmaneser III、재위：기원전 858년 - 기원전 824년)는 신 아시리아 왕국시대의 아시리아의 왕이었다. 아카드어로는 슐마누・아샤리드（Shulmanu asharid）라 한다. 이름의 뜻은 「슐마누 신은 지고하게 되시다」라는 뜻이다. 그는 아시리아를 크게 확대하다가 만년에는 왕자의 반란으로 대혼란에 빠졌다.
그는 아슈르나시르팔 2세의 왕자로 태어났다. 기원전 858년에 즉위하여 부왕 대신에 대폭 강화되었던 아시리아를 다시 확대하는 다수의 원정을 행했다。즉위 직후에 시리아원정에 나서 아람계 국가 비트・아디니를 정복하였다.
이러한 아시리아의 팽창에 대하여 시리아 지방에 있는 여타의 제국은 위기감을 느끼고 반 아시리아의 동맹을 맺었다. 샬만에세르 3세 자신이 남긴 비문에 의하면 다마스코 왕 하다드에세르, 하마테 왕 일프레니, 이스라엘 왕 아합 등 12의 왕이 이 동맹에 참가하였다.
기원전 853년에 카르가르의 싸움에 양자가 격돌하였다. 샬만에세르 3세는 이 전투를 대승으로 기록하는데 실제로는 승리를 얻을 수 없었다고 생각된다. 이 전투 후 샬만에세르 3세는 공격 목표를 바빌로니아로 바꾸어 현지의 칼데아 인등을 정복하였는데 그 후 샬만에세르 3세는 다시 시리아 지방을 침공하였다.
그리하여 다마스코 왕 하닷에세르가 기원전 842년에 붕어하였는데 아시리아는 그의 왕자 하자에르의 왕위 계승에 반대하여 다마스코를 공격하였다. 다마스코의 완전정복은 불가능하였지만 이로 인해 시리아 지방에 대하여 우월한 지위를 확보하고 다마스코, 이스라엘, 페니키아의 각 도시 국가에 공납을 부과하였다.
844년에 우라르투 왕국에 원정을 행했는데 우라르투와 장기간에 걸친 전쟁을 반복하였다.
다시 기원전 835년 메디아와도 전투하였는데 기원전832년에는 왕자의 아슈르・다인・아필을 군총사령관에 임용하여 그에게 지휘를 맡겼다. 그러나 아슈르・다인・아필은 기원전 827년 돌연 반란을 일으켜 카르프（님로드）를 제외한 아시리아의 태반의 도시를 제압하였다. 샬만에세르 3세는 반란의 진압에 성공하지 못하고 기원전824년 붕어하고 다른 왕자 샴시아다드 5세가 후사를 계승하여 반란 진압을 하였다.
샬만에세르 3세는 카르프（님로드）에 군사령부와 무기고를 포함한 요새를 건설하였다. 이것은 현재 샬만에세르 요새라 불리고 있다. 이 요새의 옥좌에는 아시리아와 바빌로니아의 조약 체결의 광경의 부조가 있는데 당시에 관한 귀중한 정보가 획득되었다. 이스라엘 왕 예후가 샬만에세르 3세에 평복하고 공물을 헌상하는 모습 등이 새겨져 있다. 고대 이스라엘 사를 생각하면 매우 중요한 사료이다.